# Wiktor Wysoczański
Wiktor Wysoczański (ur. 24 marca 1939 w Wysocku Wyżnym, zm. 27 kwietnia 2023 w Warszawie) – polski biskup starokatolicki, zwierzchnik Kościoła Polskokatolickiego w RP, ordynariusz diecezji warszawskiej, proboszcz misyjnej parafii polskokatolickiej Świętych Apostołów Piotra i Pawła w Konstancinie-Jeziornie. W latach 1990–1996 i 2002–2008 rektor Chrześcijańskiej Akademii Teologicznej w Warszawie, gdzie do śmierci kierował także Sekcją Teologii Starokatolickiej. Był także wiceprezesem Polskiej Rady Ekumenicznej, członkiem Komisji Wspólnej Przedstawicieli Rządu RP i Polskiej Rady Ekumenicznej. Profesor nauk teologicznych.

## Życiorys
Urodzony na Kresach Wschodnich II Rzeczypospolitej, w rodzinie greckokatolickiej. W 1956 uzyskał maturę w rodzinnym Wysocku Wyżnym, po czym w wyniku ostatniej masowej fali wysiedleń Polaków z Kresów przyjechał do Strużnicy. Następnie wstąpił do seminarium duchownego w Paradyżu. Po roku jednak je opuścił. W tym czasie przeszedł z Kościoła rzymskokatolickiego do Kościoła Polskokatolickiego w RP.
W latach 1960–1964 studiował teologię starokatolicką na ChAT, a następnie kontynuował naukę na Wydziale Prawa i Administracji Uniwersytetów Mikołaja Kopernika w Toruniu i Warszawskiego. W okresie 1971–1972 przebywał na stypendium naukowym na Chrześcijańskokatolickim Wydziale Teologii Uniwersytetu w Bernie.
2 lutego 1963 w Warszawie przyjął święcenia kapłańskie z rąk biskupa Maksymiliana Rodego. Od momentu święceń kapłańskich pełnił posługę duszpasterską w parafiach polskokatolickich w: Bydgoszczy, Hucisku, Sieradzu i w Warszawie.
15 maja 1975 podczas VI Synodu Ogólnopolskiego Kościoła Polskokatolickiego w RP  we Wrocławiu został nominowany na biskupa. Święcenia biskupie przyjął 5 czerwca 1983 w Warszawie. W kwietniu 1987 na Synodzie Ogólnopolskim w Jabłonnie został wybrany koadiutorem diecezji warszawskiej z prawem następstwa. 27 czerwca 1995 na Synodzie Ogólnopolskim w Warszawie został wybrany zwierzchnikiem Kościoła Polskokatolickiego w RP.
Zmarł w Warszawie, 27 kwietnia 2023, w wieku 84 lat. Został pochowany na Powązkach-Cmentarzu Wojskowym w Warszawie.

## Działalność publiczna i społeczna
Członek Międzynarodowej Konferencji Biskupów Starokatolickich, prezydium Polskiej Rady Ekumenicznej i zespołu ds. dialogu ekumenicznego między Kościołem Polskokatolickim i Kościołem Rzymskokatolickim w Polsce. Prezes Społecznego Towarzystwa Polskich Katolików. Do maja 2009 reprezentował Polski Narodowy Kościół Katolicki (PNKK), został jednak z przyczyn administracyjnych odwołany przez pierwszego Biskupa Kościoła Narodowego (PNKK) z funkcji reprezentanta Kościoła w Polsce. Na jego miejsce został powołany biskup Sylwester Bigaj. Wobec sekularyzowania bpa Sylwestra Bigaja przez władze Polskiego Narodowego Kościoła Katolickiego bp Wiktor Wysoczański ponownie reprezentował sprawy PNKK na terenie Polski.

## Praca naukowa
Profesor nauk teologicznych. Specjalista w zakresie teologii starokatolickiej, prawa kościelnego oraz krajowego i międzynarodowego ruchu ekumenicznego, wykładowca Chrześcijańskiej Akademii Teologicznej w Warszawie. Rektor Wyższego Seminarium Duchownego Kościoła Polskokatolickiego w RP w Warszawie. W latach 1990–1996 i 2002–2008 rektor Chrześcijańskiej Akademii Teologicznej w Warszawie, zaś w latach 2008–2012 prorektor ds. naukowych tej uczelni.
Opublikował m.in. Prawo kościołów i związków wyznaniowych nierzymskokatolickich w Polsce (wspólnie z prof. Michałem Pietrzakiem, Wydawnictwo ChAT, Warszawa 1997).
Uhonorowany tytułem doktora honoris causa Wydziału Chrześcijańskokatolickiego Uniwersytetu w Bernie.

## Odznaczenia
W 1984 r. odznaczony Krzyżem Oficerskim, a w 1999 r. Krzyżem Komandorskim Orderu Odrodzenia Polski.